# Mountain Fire Lookout Tower
La Mountain Fire Lookout Tower est une tour de guet du comté d'Oconto, dans le Wisconsin, aux États-Unis. Construite ailleurs dans la forêt nationale de Nicolet en 1932, elle est déplacée sur son site actuel en 1935. Elle est inscrite au Registre national des lieux historiques depuis le 19 août 2008.